# Babinec
Babinec (1927–1973 slowakisch „Babínec“; ungarisch Babarét – bis 1907 Babaluska) ist eine Gemeinde in der südlichen Mittelslowakei mit 66 Einwohnern (Stand 31. Dezember 2024), die im Okres Rimavská Sobota, einem Kreis des Banskobystrický kraj, liegt und zur traditionellen Landschaft Gemer gehört.

## Geographie

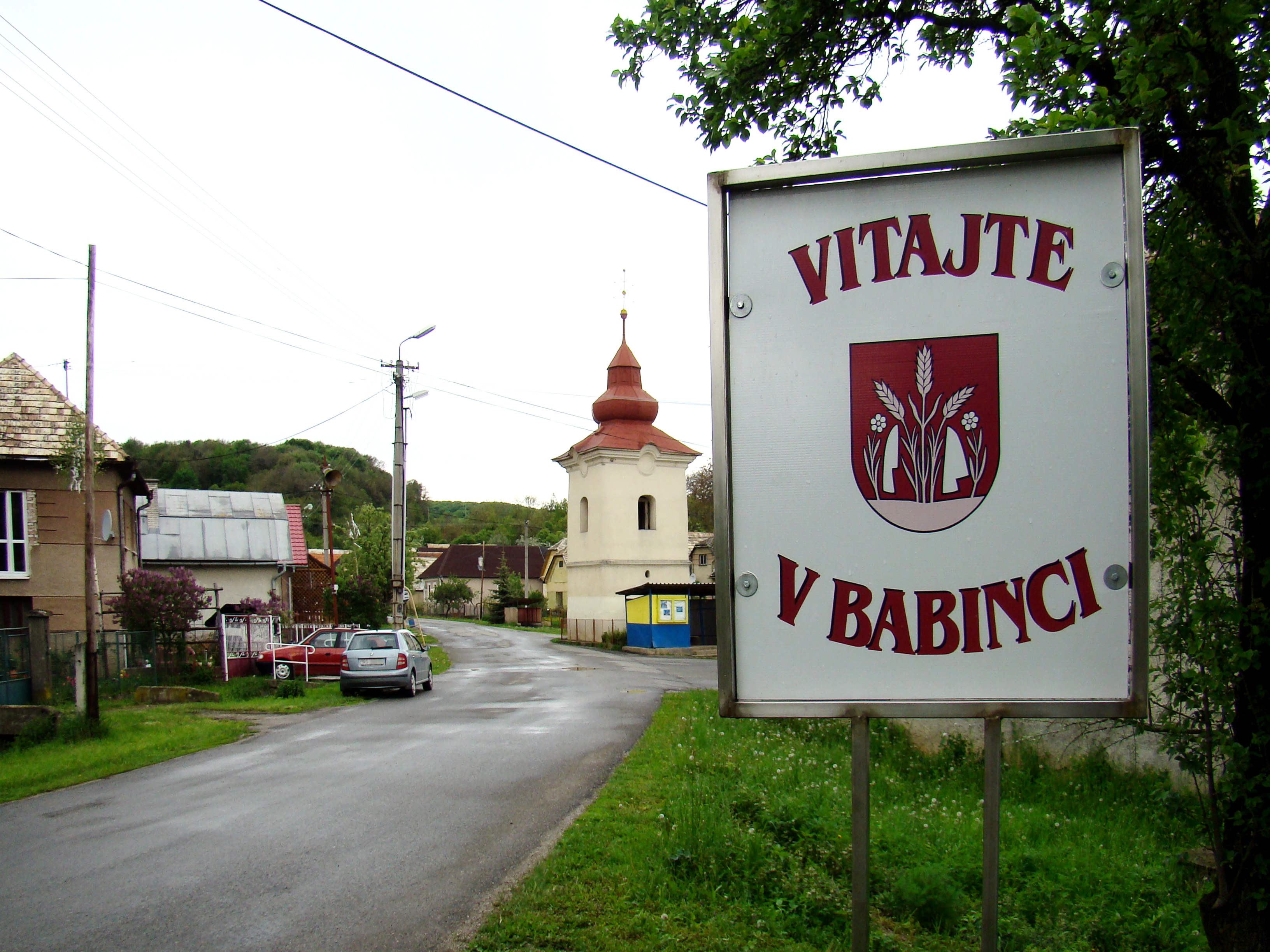
Ortseingang und Glockenturm

Die Gemeinde befindet sich im Bergland Revúcka vrchovina innerhalb des Slowakischen Erzgebirges, auf einem flachen Rücken zwischen den Tälern der Rimava westlich und des Baches Papča östlich des Ortes. Das Ortszentrum liegt auf einer Höhe von 419 m n.m. und ist 13 Kilometer von Hnúšťa sowie 18 Kilometer von Rimavská Sobota entfernt.
Nachbargemeinden sind Kyjatice im Norden und Nordosten, Lukovištia im Osten und Süden, Kraskovo im Südwesten und Rimavské Brezovo im Nordwesten.

## Geschichte

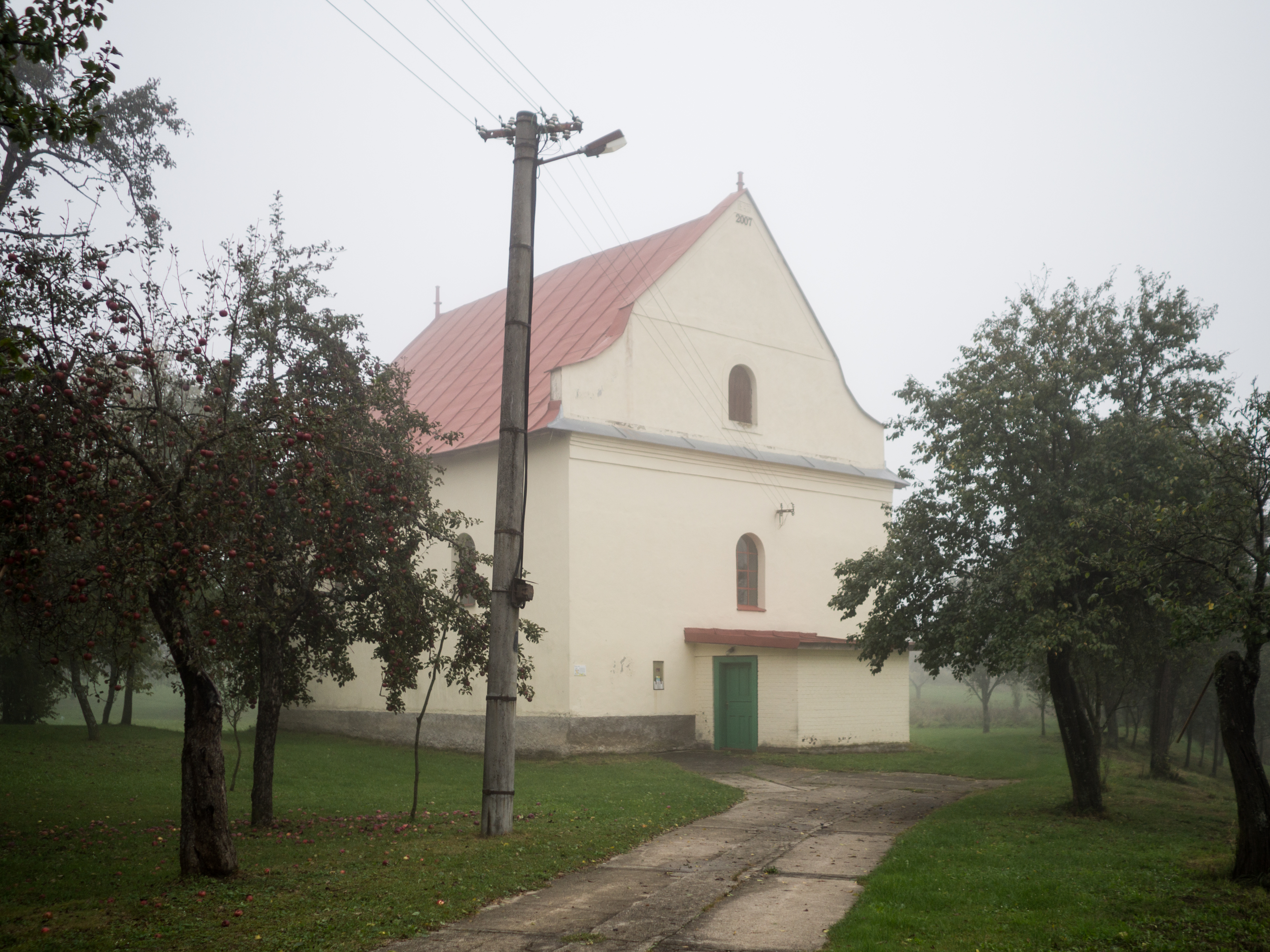
Evangelische Kirche

Babinec wurde zum ersten Mal 1407 als Babalwaska schriftlich erwähnt und entstand im 13. Jahrhundert, weitere historische Bezeichnungen sind unter anderen Babaluchka (1413), Babafalva (1427) und Babaluska (1773). Das Dorf war Besitz der Familien Derencsényi und Széchy und lag ab dem 17. Jahrhundert im Herrschaftsgebiet der Burg Muráň. Nach der Verwüstung des Gebiets durch osmanische Truppen standen 1598 nur noch fünf Häuser, wegen großer Armut verzichtete die Familie Koháry auf den Zehnt und Frondienst. 1828 zählte man 35 Häuser und 270 Einwohner, die als Landwirte und Hersteller von Holzgeschirr beschäftigt waren.
Bis 1918/19 gehörte der im Komitat Gemer und Kleinhont liegende Ort zum Königreich Ungarn und kam danach zur Tschechoslowakei beziehungsweise heute Slowakei.

## Bevölkerung
| Jahr                | 1994 | 2004     | 2014    | 2024    |
| ------------------- | ---- | -------- | ------- | ------- |
| Anzahl der Personen | 104  | 74       | 71      | 66      |
| Unterschied         |      | −28,84 % | −4,05 % | −7,04 % |

| Jahr                | 2023 | 2024    |
| ------------------- | ---- | ------- |
| Anzahl der Personen | 64   | 66      |
| Unterschied         |      | +3,12 % |

Gemäß der Volkszählung 2011 wohnten in Babinec 69 Einwohner, davon 67 Slowaken. Zwei Einwohner machten keine Angabe zur Ethnie.
38 Einwohner bekannten sich zur Evangelischen Kirche A. B. und 22 Einwohner zur römisch-katholischen Kirche. Fünf Einwohner waren konfessionslos und bei vier Einwohnern wurde die Konfession nicht ermittelt.

## Baudenkmäler
- evangelische Kirche im klassizistischen Stil aus dem späten 18. Jahrhundert[6]
- Glockenturm im klassizistischen Stil aus dem späten 18. Jahrhundert[7]